# クラシック・オールブラックス
クラシック・オールブラックス（Classic All Blacks）は、ラグビーニュージーランド代表（オールブラックス）に選出された経歴を持つ選手にて編成されたニュージーランドのラグビー特別チーム。
2007年に初来日し、続く2008年にも来日している。日本遠征以外では2008年にイングランド・レスターへ初遠征している。2008年来日メンバーの中には、オールブラックス出場経験のない選手も含まれていた。

## 戦歴

### 2007年
- Japan XV VS Calssic All Blacks（5月9日、神戸総合運動公園ユニバー記念競技場（神戸））
- Japan XV VS Classic All Blacks（5月12日、秩父宮ラグビー場（東京））

### 2008年
- レスター・タイガース VS Classic ALL Blacks（5月25日、ウェルフォード・スタジアム（レスター））
- Japan XV VS Classic All Blacks（5月31日、国立競技場（東京））